# Cinnamomum parviflorum
Espèce
Synonymes
- Cinnamomum australe Vattimo[2]
- Cinnamomum brasiliense (Mez) Kosterm.[2]
- Cinnamomum chana Vattimo[2]
- Cinnamomum heterotepalum (Mez) Kosterm.[2]
- Cinnamomum maynense (Nees) Kosterm.[2]
- Cinnamomum paraguariense (Hassl.) Kosterm.[2]
- Cinnamomum xinguense Vattimo[2]
- Laurus elongata Vahl ex Nees[2]
- Laurus hundensis Willd. ex Nees[2]
- Laurus triplinervis Ruiz & Pav.[2]
- Ocotea flavescens Rusby[2]
- Persea cinnamomifolia Kunth[2]
- Persea mexicana (Meisn.) Hemsl.[2]
- Phoebe antillana var. cubensis (Nees) Meisn.[2]
- Phoebe brasiliensis Mez[2]
- Phoebe cinnamomifolia (Kunth) Nees[2]
- Phoebe filamentosa C.K.Allen[2]
- Phoebe heterotepala Mez[2]
- Phoebe johnstonii C.K. Allen[2]
- Phoebe maynensis Nees[2]
- Phoebe paraguariensis Hassl.[2]
- Phoebe triplinervis (Ruiz & Pav.) Mez[2]

Statut de conservation UICN

 VU B1+2c : Vulnérable
Cinnamomum parviflorum est une espèce de plantes à fleurs de la famille des Lauraceae.

## Publication originale
- Reinwardtia 6(1): 22. 1961.